# Augusta County
Augusta County je okres amerického státu Virginie založený v roce 1738. Správním střediskem je městský okres (nezávislé město) Staunton. Okres je pojmenovaný podle Augusty Sasko-Gothajské.